# Dorothy Dalton
Dorothy Dalton (Chicago, 22 settembre 1893 – Scarsdale, 13 aprile 1972) è stata un'attrice statunitense.
Attrice di teatro e di vaudeville, nel 1914 si avvicinò al cinema, iniziando una carriera che sarebbe durata una decina d'anni. Dal 1914 al 1924, prese parte a oltre una cinquantina di film. Nel 1922, fu protagonista di Il mozzo dell'Albatros, dove ebbe come partner Rodolfo Valentino.

## Biografia
Nata a Chicago nel 1893, iniziò la sua carriera come attrice teatrale nel 1910. Entrò a far parte di compagnie di Chicago, Terre Haute (Indiana) e Holyoke (Massachusetts). Lavorò per il circuito di vaudeville Keith-Albee-Orpheum e, nel 1914, arrivò a Hollywood. Fece il suo debutto sullo schermo nel film Pierre of the Plains a fianco di Edgar Selwyn, uno dei protagonisti della scena teatrale americana del primo Novecento.

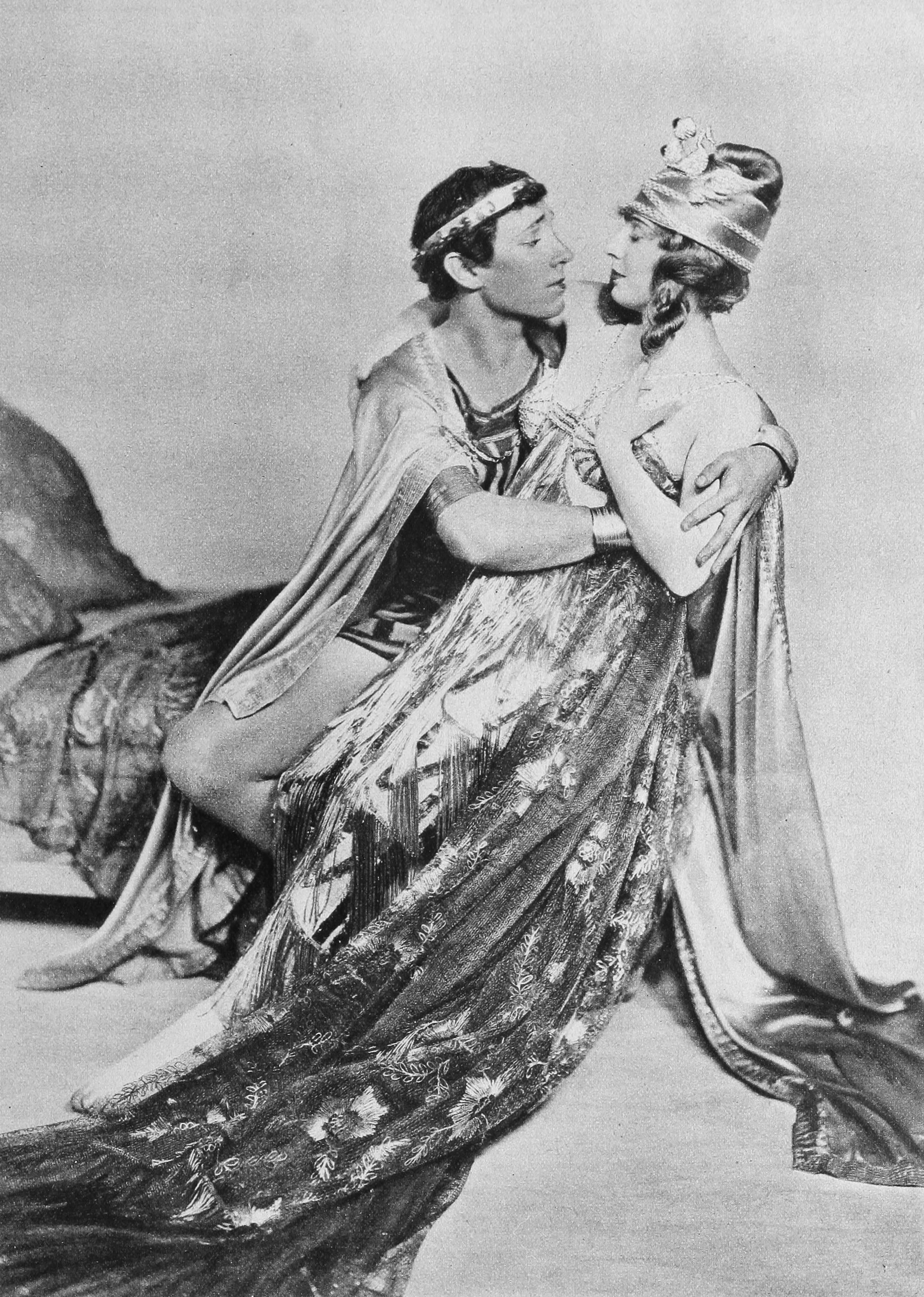
McKay Morris e Dorothy Dalton a teatro in .Aphrodite

Nel 1915, fu protagonista accanto a William S. Hart di The Disciple, cui seguì il ruolo della regina Anna nella versione 1916 di The Three Musketeers. Fu protagonista di numerosi film prodotti da Thomas H. Ince, il potente produttore di Hollywood che sarebbe morto in modo misterioso nel 1924. Apparve in The Price Mark e in Love Letters, dove recitò a fianco di William Conklin e in Unfaithful, uno degli ultimi film diretti da Ince prima che questi si dedicasse completamente alla produzione.
Nel 1919, a Broadway, il nome di Dorothy Dalton apparve nel cast della commedia musicale Aphrodite, dove recitò, tra gli altri, accanto a Nita Naldi
Il suo status di star le consentiva di avere il suo nome davanti al titolo dei film. Accadde così che, nel 1922, la pubblicità di Il mozzo dell'Albatros mostrasse il nome di Dorothy Dalton in evidenza, mentre quello di Rodolfo Valentino, all'epoca in forte ascesa ma considerato ancora attore emergente, appariva in secondo piano.

### Vita privata
Dorothy Dalton si sposò due volte. Il suo primo marito fu l'attore Lew Cody da cui divorziò nel 1915. Nel 1924, sposò il produttore teatrale Arthur Hammerstein, zio del famoso paroliere Oscar Hammerstein II. Dopo questo matrimonio, l'attrice lasciò quasi definitivamente le scene, apparendo di rado sul palcoscenico. Rimase vedova nel 1955. Era molto amica delle attrici Lila Lee e Jacqueline Logan: insieme a loro, amava trascorrere le stagioni invernali in Florida. Morì nel 1972, all'età di 78 anni, nella sua casa di Scarsdale, nello stato di New York.

## Riconoscimenti
Per il suo contributo all'industria cinematografica, le è stata assegnata una stella sulla Hollywood Walk of Fame al 1560 di Vine Street.

## Galleria d'immagini

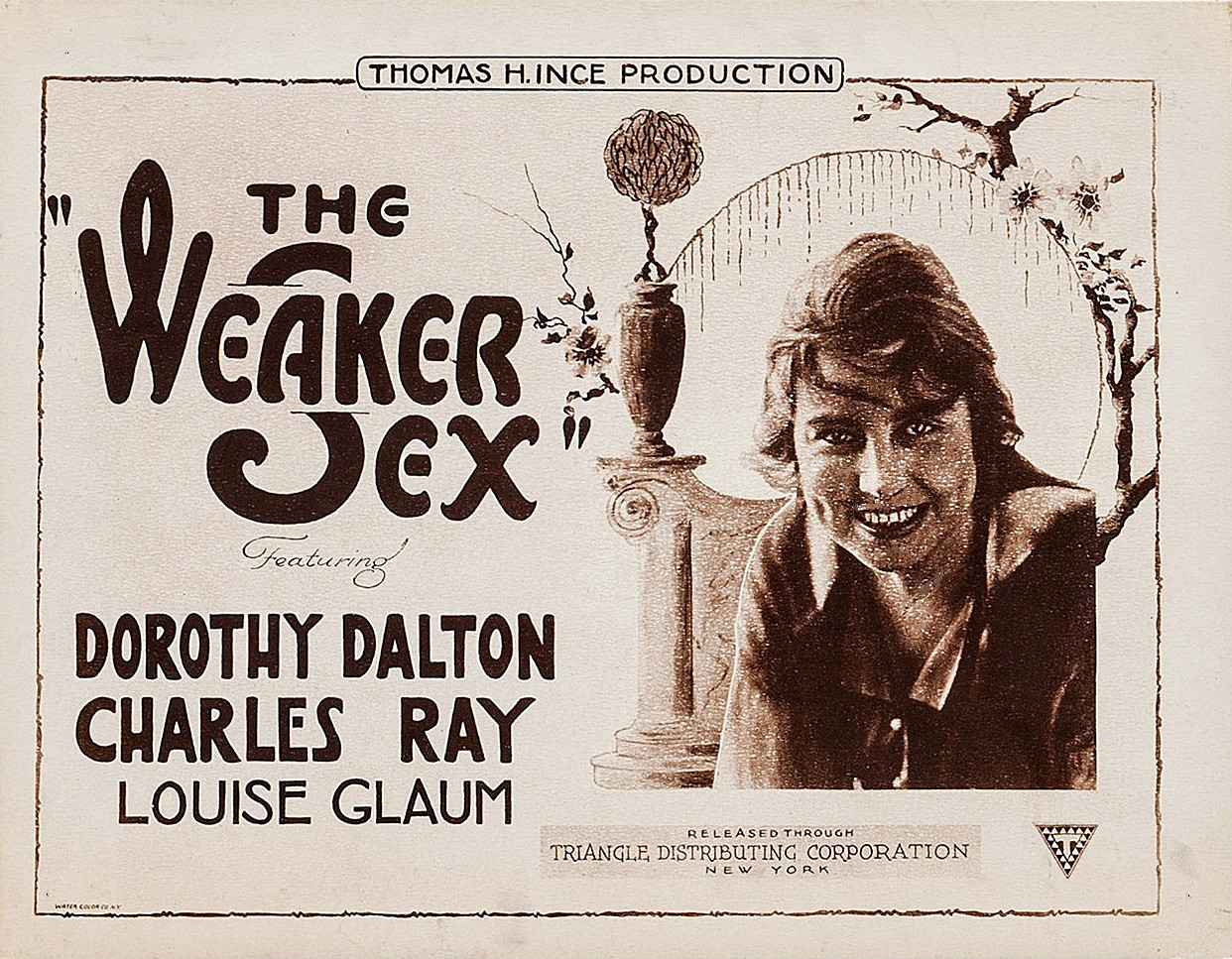
The Weaker Sex (1917)
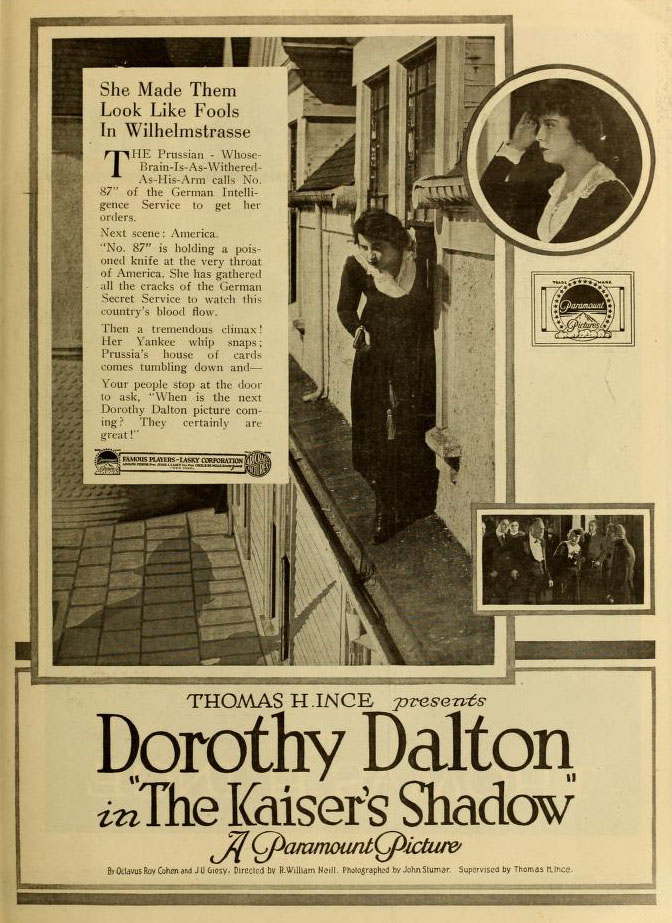
The Kaiser's Shadow (1918)
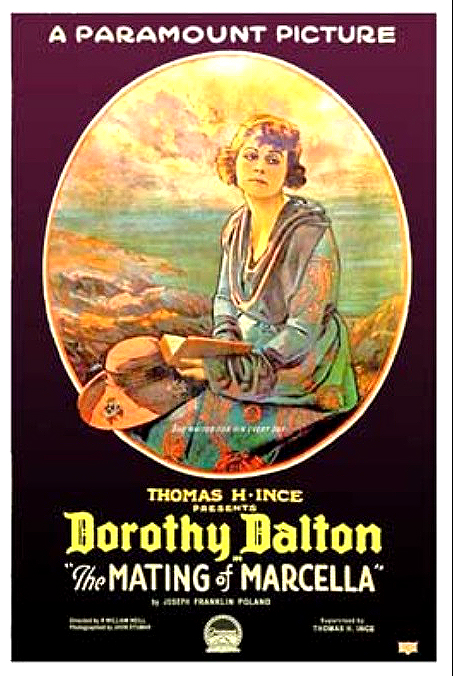
The Mating of Marcella (1918)
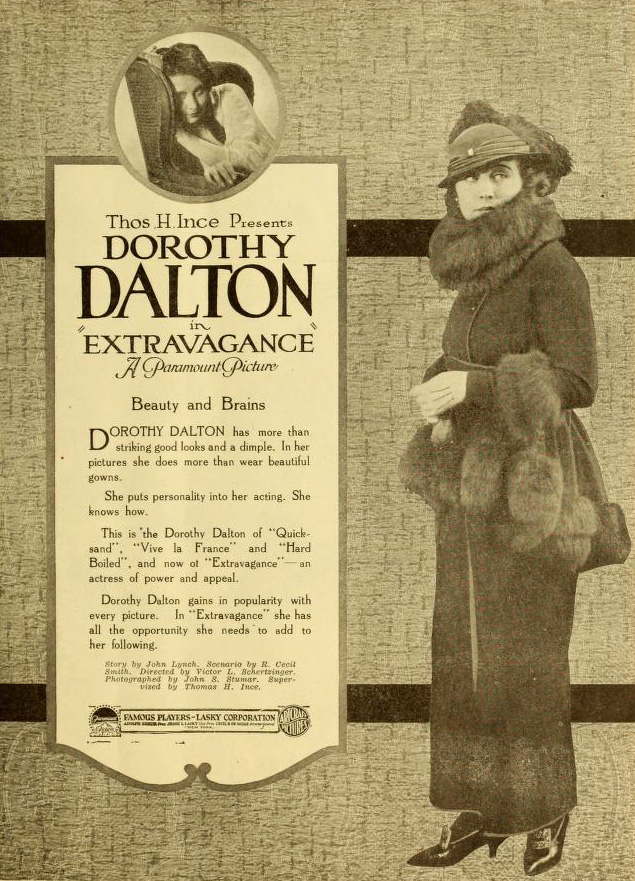
Extravagance (1919)
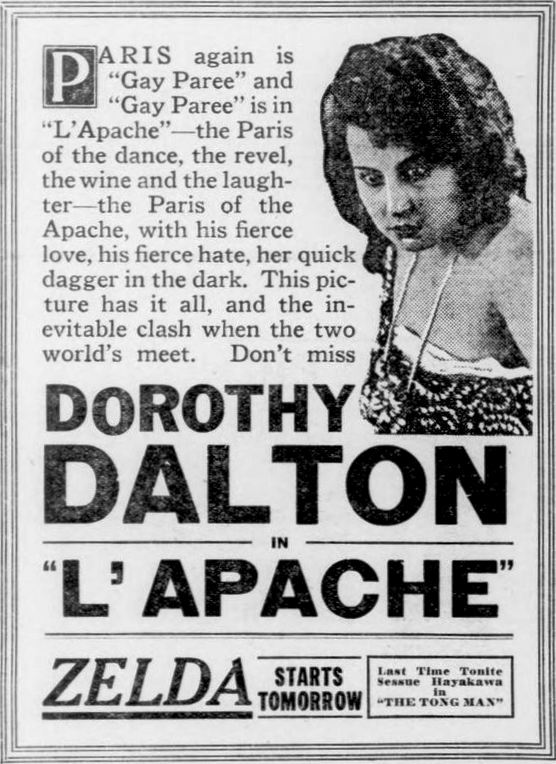
L'apache (1919)
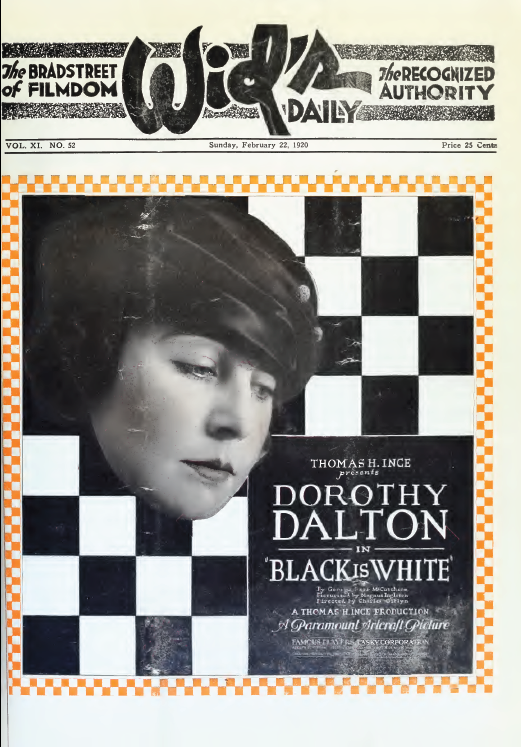
Black Is White (1920)
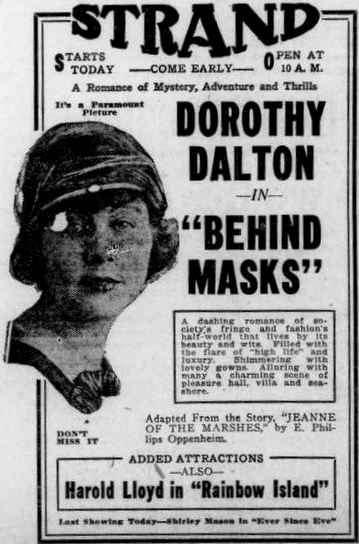
Behind Masks (1921)
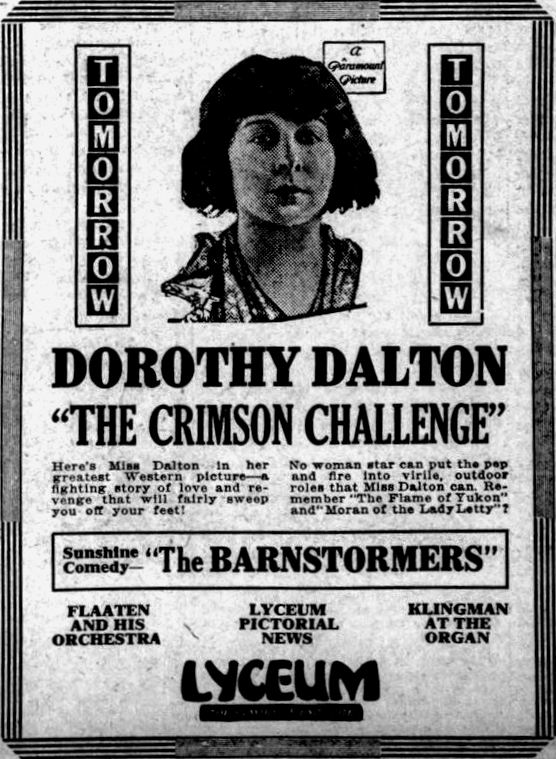
The Crimson Challenge (1922)
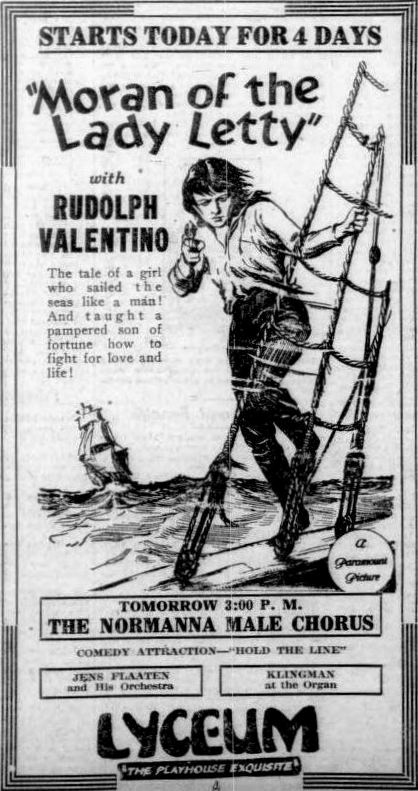
Il mozzo dell'Albatros (Moran of the Lady Letty) (1922)
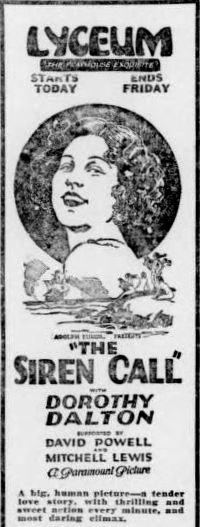
The Siren Call (1922)
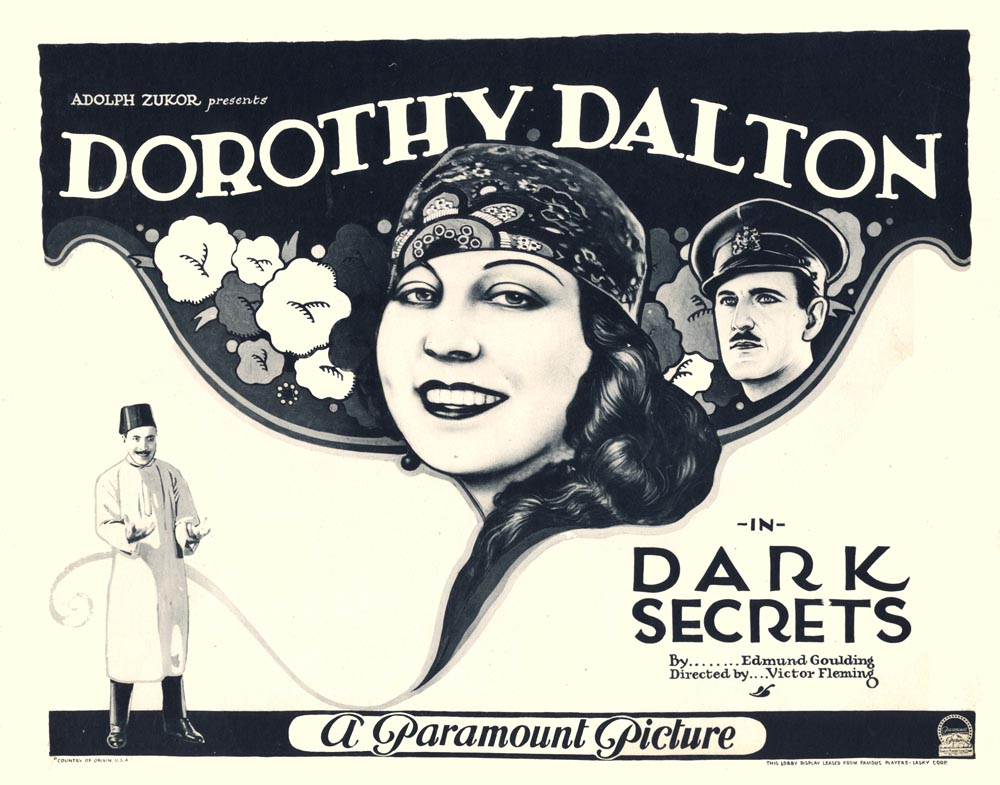
Dark Secrets (1923)

## Filmografia
La filmografia è completa

### Attrice
- Pierre of the Plains (1914)
- Across the Pacific, regia di Edwin Carewe (1914)
- The Disciple, regia di William S. Hart e, non accreditato, Clifford Smith (1915)
- I tre moschettieri (The Three Musketeers), regia di Charles Swickard (1916)
- The Raiders, regia di Charles Swickard (1916)
- Civilization's Child, regia di Charles Giblyn (1916)
- The Captive God, regia di Charles Swickard (1916)
- The Jungle Child, regia di Walter Edwards (1916)
- The Vagabond Prince, regia di Charles Giblyn (1916)
- A Gamble in Souls, regia di Walter Edwards (1916)
- The Female of the Species, regia di Raymond B. West (1916)
- The Weaker Sex, regia di Raymond B. West (1917)
- Chicken Casey, regia di Raymond B. West (1917)
- Back of the Man, regia di Reginald Barker (1917)
- The Dark Road, regia di Charles Miller (1917)
- Wild Winship's Widow, regia di Charles Miller (1917)
- The Flame of the Yukon, regia di Charles Miller (1917)
- Ten of Diamonds, regia di Raymond B. West (1917)
- The Price Mark, regia di Roy William Neill (1917)
- Love Letters, regia di Roy William Neill (1917)
- Flare-Up Sal, regia di Roy William Neill (1918)
- Love Me, regia di Roy William Neill (1918)
- Unfaithful, regia di Charles Miller e Thomas H. Ince (1918)
- Tyrant Fear, regia di Roy William Neill (1918)
- The Mating of Marcella, regia di Roy William Neill (1918)
- The Kaiser's Shadow (o The Kaiser’s Shadow; or, The Triple Cross), regia di Roy William Neill (1918)
- Green Eyes, regia di Roy William Neill (1918)
- Vive la France!, regia di Roy William Neill (1918)
- Dorothy Dalton in a Liberty Loan Appeal (1918)
- Quicksand, regia di Victor Schertzinger (1918)
- Hard Boiled, regia di Victor Schertzinger (1919)
- Extravagance, regia di Victor Schertzinger (1919)
- The Homebreaker, regia di Victor Schertzinger (1919)
- Il fiore dei boschi (The Lady of Red Butte), regia di Victor Schertzinger (1919)
- L'onore del nome (Other Men's Wives), regia di Victor Schertzinger (1919)
- The Market of Souls, regia di Joseph De Grasse (1919)
- L'apache, regia di Joseph De Grasse (1919)
- His Wife's Friend, regia di Joseph De Grasse (1919)
- Black Is White, regia di Charles Giblyn (1920)
- The Dark Mirror, regia di Charles Giblyn (1920)
- Guilty of Love, regia di Harley Knoles (1920)
- Half an Hour, regia di Harley Knoles (1920)
- A Romantic Adventuress, regia di Harley Knoles (1920)
- The Idol of the North, regia di Roy William Neill (1921)
- Behind Masks, regia di Frank Reicher (1921)
- Paradiso folle (Fool's Paradise), regia di Cecil B. DeMille (1921)
- Il mozzo dell'Albatros (Moran of the Lady Letty), regia di George Melford (1922)
- The Crimson Challenge, regia di Paul Powell (1922)
- The Woman Who Walked Alone, regia di George Melford (1922)
- The Siren Call, regia di Irvin Willat (1922)
- On the High Seas, regia di Irvin Willat (1922)
- Dark Secrets, regia di Victor Fleming (1923)
- Fog Bound, regia di Irvin Willat (1923)
- Il minareto in fiamme (Law of the Lawless), regia di Victor Fleming (1923)
- The Moral Sinner, regia di Ralph Ince (1924)
- The Lone Wolf, regia di Stanner E.V. Taylor (1924)

### Film o documentari dove appare Dorothy Dalton
- United States Fourth Liberty Loan Drive, regia di Frank Lloyd (1918)
- Screen Snapshots, Series 2, No. 1-F (1921)
- A Trip to Paramountown, regia di Jack Cunningham (1922)
- The Camera Speaks - filmati d'archivio (1934)
- Hollywood (serie tv), regia di Kevin Brownlow e David Gill - filmati d'archivio (1980)

## Spettacoli teatrali
- Aphrodite (Broadway, 24 novembre 1919)